# Eucera moricei
Eucera moricei là một loài Hymenoptera trong họ Apidae. Loài này được Alfken mô tả khoa học năm 1935.